# 加藤まゆ美
加藤 まゆ美（かとう まゆみ、1967年1月9日  - ）は、日本の女優、声優。京都府亀岡市出身。身長160cm。プロダクション・タンク所属。

## 来歴
光華女子大学文学部卒業。

## 人物
劇団FULL HOUSE主宰。
特技・資格はクラシックバレエ（14年間）、着付、日舞、水泳。資格は普通自動車免許。

## 出演

### テレビドラマ
- 古谷一行の金田一耕助シリーズ
- 鬼平犯科帳
- 京都祇園芸姑シリーズ（千代菊）
- 水戸黄門（おふく）
- ぴあの（1994年）
- 走らんか!（1995年）
- 御家人斬九郎
- 京都祇園八坂をどり殺人事件（1997年）
- 赤西蠣太（1999年）
- 夜桜お染（2003年、お里）
- 鍵のない夢を見る（2013年）
- 浅草下町通交番 子連れ巡査の捜査日誌（2014年、砂田好子）
- 模倣犯（2016年）

### テレビ番組
- NHKスペシャル 未解決事件 File．06「赤報隊事件」

### webドラマ
- 福家堂本舗（2016年）

### 映画
- 東雲楼 女の乱（1988年）
- 陽炎2（1996年）
- 極道の妻たち 決着（1998年）
- クローバー（2014年）
- 午前0時、キスしに来てよ（2019年）
- きみどりいろのおうち

### テレビアニメ
- 舞妓さんちのまかないさん（2021年 - 2022年、台所のおばちゃん） - 京ことば指導も担当
- であいもん（2022年、華）

### 吹き替え

#### 映画
- 奇跡のひと マリーとマルグリット（英語版）（シスター・ヴェロニク〈マルティーヌ・ゴーティエ〉）
- クルエラ
- T2 トレインスポッティング（ジューン）

#### ドラマ
- 狼の食卓（英語版）（リー）
- Major Crimes 〜重大犯罪課
- メンタリスト
- レイブンのウチはチョー大変!

#### アニメ
- ちいさなプリンセス ソフィア
- ライオン・ガード

### ラジオドラマ
- FMシアター「満天のゴール」

### ナレーション
- 外国人向け日本語教材
- KBS京都（TVCM・ラジオCM）

### VP
- 大阪簡易裁判所
- 国税庁
- 情報モラル教材

### 舞台
- お化け旅館〜踊る優麗魂〜
- 奇跡の人（ヘレン・ケラー）
- 公園物語（モニカ）
- 背中を見せて
- 二・二六事件の目撃者:終戦・真夏の長い夜
- はなちゃんのリーディングシアター（朗読）
- 花よりダンゴ（四女桃子）
- マクベス
- 見果てぬ夢

## 方言指導
- 星影の人
- 春の雪
- 桜嵐記
- 恋､燃ゆる
- FMシアター
- 青春アドベンチャー
- 悪女について（2012年）
- NHKスペシャル 私が愛する日本人へ ドナルド・キーンの日本（2015年）
- 鴨川食堂（2016年）
- 福家堂本舗（2016年）
- 僕たちがやりました（2017年）
- 臨床犯罪学者 火村英生の推理2019（2019年）
- 土方のスマホ（2021年）
- 白い濁流（2021年）